# Parmeliella testacea
Parmeliella testacea är en lavart som beskrevs av P. M. Jørg. Parmeliella testacea ingår i släktet Parmeliella och familjen Pannariaceae.   Inga underarter finns listade i Catalogue of Life.